# Kostas Slukas

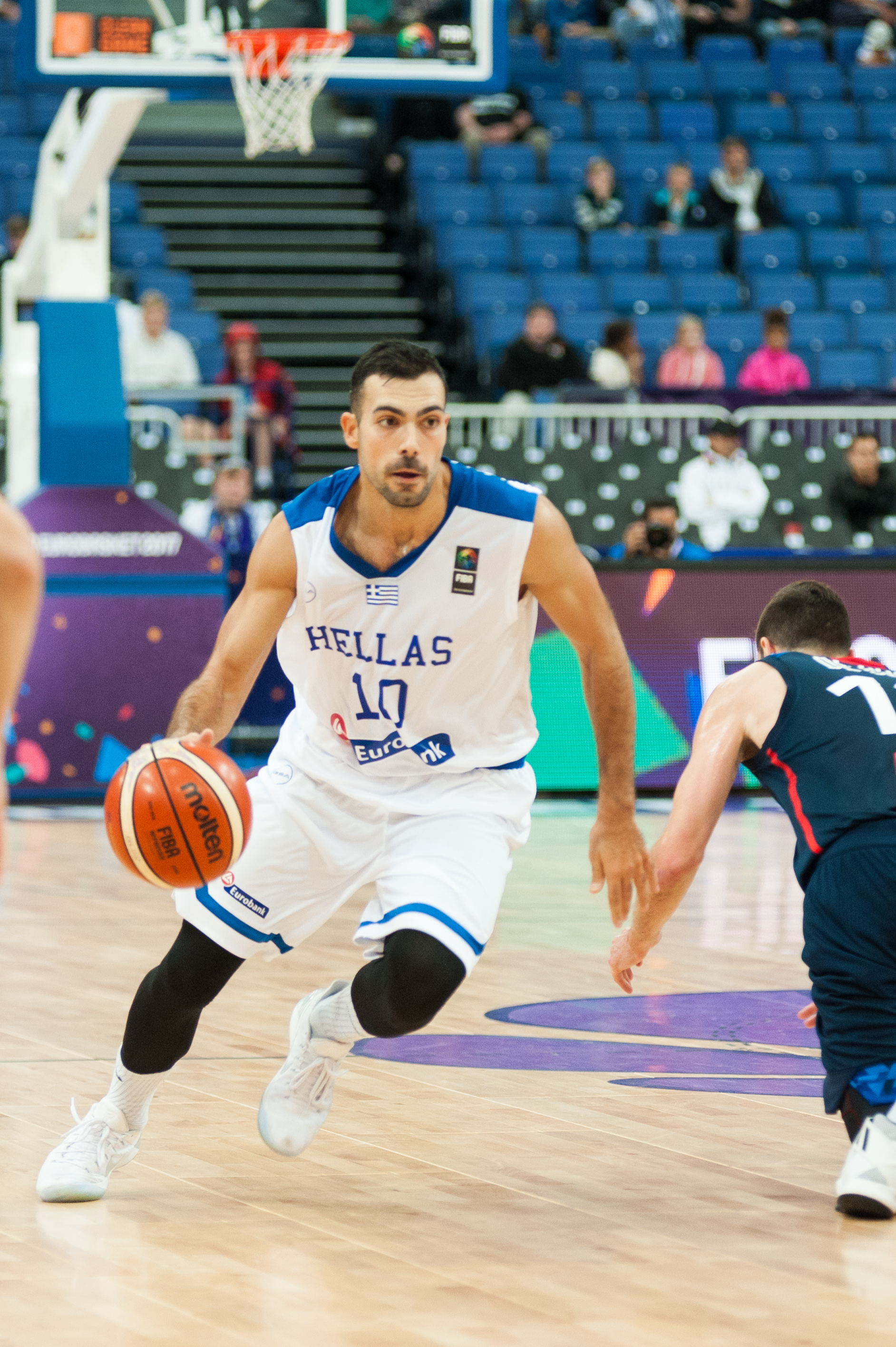
Slukas podczas meczu Grecja – Francja (2 września 2017)

Konstandinos „Kostas” Slukas (gr. Κωνσταντίνος „Κώστας” Σλούκας; ur. 15 stycznia 1990 w Salonikach) – grecki koszykarz występujący na pozycjach rozgrywającego lub rzucającego obrońcy, reprezentant kraju, obecnie zawodnik Olympiakosu.

## Osiągnięcia
Stan na 21 czerwca 2022, na podstawie, o ile nie zaznaczono inaczej.

### Drużynowe
- Mistrz:
  - Euroligi (2012, 2013, 2017)
  - Grecji (2012, 2015, 2022)
  - Turcji (2016–2018)
- Wicemistrz:
  - Euroligi (2010, 2015, 2016, 2018)
  - Turcji (2019)
  - Grecji (2009, 2010, 2013, 2014)
- Zdobywca pucharu:
  - Interkontynentalnego FIBA (2013)
  - Turcji (2016, 2019, 2020)
  - Grecji (2010, 2022)
  - Superpucharu Turcji (2016, 2017)
- Finalista:
  - Pucharu Grecji (2009, 2012, 2013)
  - Superpucharu Turcji (2018, 2019)
- Uczestnik rozgrywek międzynarodowych pucharu:
  - Euroligi (2008/2009, 2018/2019, 2021/2022 – 4. miejsce, 2013/2014 – TOP 8)
  - Eurocup (2010/2011 – TOP 16)

### Indywidualne
- Najlepszy młody zawodnik ligi greckiej (2011)
- Zaliczony do:
  - I składu:
    - Euroligi (2019)
    - ligi greckiej (2015)

  - II składu Euroligi (2022)
  - składu dekady Olympiakosu Pireus (2010–2020)[5]
- MVP kolejki Euroligi (12 – 2019/2020)
- Uczestnik meczu gwiazd ligi greckiej (2013)
- Zwycięzca konkursu rzutów za 3 punkty podczas młodzieżowego meczu gwiazd ligi greckiej (2010, 2011)
- Laureat nagrody EuroLeague Magic Moment of the Season (2022)[6]

### Reprezentacja
Seniorska
- Uczestnik:
  - mistrzostw :
    - świata (2014 – 9. miejsce, 2019 – 11. miejsce)
    - Europy (2011 – 6. miejsce, 2013 – 11. miejsce, 2015 – 5. miejsce, 2017 – 7. miejsce)

  - europejskich kwalifikacji do mistrzostw świata (2017 – 2. miejsce, 2021)
  - kwalifikacji olimpijskich (2021 – 2. miejsce)

Młodzieżowe
- Mistrz:
  - Europy:
    - U–20 (2009)
    - U–18 (2008)

  - turnieju Alberta Schweitzera (2008)
- Wicemistrz:
  - świata U–19 (2009)
  - Europy:
    - U–20 (2010)
    - U–18 (2007)
- Uczestnik mistrzostw Europy U–16 (2006 – 9. miejsce)
- Zaliczony do I składu mistrzostw Europy U–18 (2008)[7]